# Мокрово (Дєдовицький район)
Мокрово (рос. Мокрово) — присілок в Дєдовицькому районі Псковської області Російської Федерації.
Населення становить 13 осіб. Входить до складу муніципального утворення Пожеревицька волость.

## Історія
Від 2015 року входить до складу муніципального утворення Пожеревицька волость.

## Населення
| 2001 | 2002 | 2010 |
| ---- | ---- | ---- |
| 21   | ↘18  | ↘13  |